# 全民退休保障計劃
全民退休保障計劃，是香港規劃中的一種社會保險制度，簡稱全民退保。當市民到達退休年齡後，無需通過任何經濟審查從政府取得固定金額以應付生活開支。全民退休保障的原則是以稅收和工作人口的供款，為長者退休後提供穩定及基本的生活保障，是應對人口老化及長者貧窮的政策。香港老人貧窮及人口老化現狀：根據統計處的數據，2012年香港65歲以上老年人口多達92萬，並預計老年人口將會持續上升，2039年將會多達249萬，佔整體人口28%，老年撫養比例高達454（每1,000名15至64歲人口需要供養老年人的數目），平均每兩個工作人口就要供養一個老人，香港明顯面對嚴重人口老化問題。隨人口老化而來的，正是老人貧窮問題，因此香港社會必須為這嚴重社會問題作長遠。

## 背景
根據香港立法會秘書處編製的《香港退休計劃的歷史發展》文件資料顯示；早於1966年，當時港英政府已就在香港設立中央公積金的可行性展開研究。更分別於1987年5月13日、1991年7月10日的立法局會議上討論，但意見存在分歧。期間政府進行過公眾諮詢，仍不獲社會普遍支持，1993年，時任港督彭定康在施政報告中，建議設立「老年退休金計劃」；65歲以上人士每月可領2300元，建議在社會上引起爭議，更引起當年中方代表陳佐洱批評計劃會導香港「車毀人亡」，最後計劃遭當時的立法局否決。
1994年7月，香港政府發表題為《生活有保障 、晚年可安享 —  香港的老年退休金計劃》的諮詢文件，引起社會各界激烈討論；1995年1月，政府宣布，老年退休金計劃的意見過於分歧，支持與反對意見各佔一半，當局只好放棄推行。
1995年3月8日，政府於在立法局提出私營公積金計劃，並於1995年7月27日順利通過《強制性公積金計劃條例》，強制性公積金（簡稱強積金）制度於2000年12月1日實施，強積金制度是一個與就業有關、強制執行和屬私營性質的公積金制度 ，年齡介乎18至65歲的僱員和自僱人士均須參加強積金計劃。
強積金制度實施後，立法會仍繼續討論退休保障計劃的事宜。例如在2005年2月23日，立法會就照顧長者進行的議案辯論時，有議員就強積金計劃提出關注事項；指強積金計劃涵蓋範圍有限，未能保障現時的長者、對於低收入人士及非受僱人士(例如家庭主婦)；強積金計劃所提供的退休金不足夠養老；強積金投資回報存在風險等。基於上述一連串因素，有議員認為當局有需要研究設立其他退休保障計劃的可能性，如「全民退休保障計劃」。

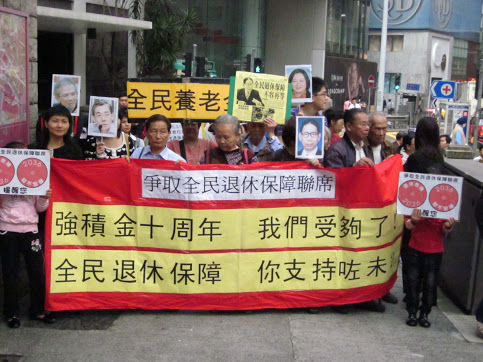
2010年，民間團體質疑強積金的成效，要求政府進行全民退休保障的遊行

回顧強積金實行10年後的投資表現，成效並不顯著，單在2008財政年度錄得負25.9%的增長已引人詬病，同時香港人口老化漸趨明顯，政府統計，在2010年底，65歲以上的人口增至325400人，較10年前增加了近四分之一。至2039年將達到249萬人，佔全港人口28%。在2010年，全港貧困長者達28萬人，佔整體老齡人口32.5%。有團體關注有關問題，並提出眾多方案，但政府反應並不急切，在2011年的《施政報告》中表示，以資源再分配的方法去處理退休保障的問題。起初部份中產和專業人士不接受全民退休事實上，現時綜援受助人中超過六成已經是長者及殘疾人士，而且有部份更因審查過嚴而不得申領。現時政策方針已經是資源給最有需要的人；但事實是此政策在運 作及優化了數十年，至今仍無法舒緩長者貧窮問題；而收緊制度亦無助找出貧困長者。或許，此福利觀念在長者養老問題上根本不奏效，我們或許應重新思考如全民 免費教育，保證長者退休後有基本養老的權利。
，但隨著近年人口老化危機加深，審查制度成效不彰，不少中產專業團體及學者已轉為認同全民退保。

## 各方案比較
民間社會一直就全民退休保障提出不同方案，其中爭取全民退休保障聯席，早於2004年開始，便提出三方供款及增收利得稅的全民養老金方案。及後，工聯會及公共專業聯盟亦分別提出免審查及劃一金額的全民退保方案。2013年周永新教授港大團隊提出全民老年金方案，2016年則再提出免供款的改良方案。2016年180多名學者依據全民養老金方案及最新數據作基礎，制訂學者方案，此方案由於能過渡到2064年，持續性較強，受較多民間團體及政黨支持。
| 供款者     | 政府不論貧富方案                                  | 政府有經濟需要方案                                | 全民養老金2064方案（學者方案）                                  | 周永新全民老年金方案                                          | 周永新全民老年金改良方案               |
| ---------- | ------------------------------------------------- | ------------------------------------------------- | --------------------------------------------------------------- | ------------------------------------------------------------- | -------------------------------------- |
| 政府       | - 轉移現有生果金、長者生活津貼、綜援基本金        | -                                                 | - 轉移現有生果金、長者生活津貼、綜援基本金 注入$1,000億起動基金 | - 轉移現有生果金、長者生活津貼、綜援基本金 注入$500億起動基金 | - 單靠政府單方供款 - 政府需要注資500億 |
| 商界       | - 所有企業增加4.2%利得稅；或                      | - 所有企業增加 0.4% 利得稅；或                    | - 只有盈利超過$1000萬的企業增加1.9%利得稅                       | -                                                             | -                                      |
| 僱主及僱員 | - 薪俸稅 1.6%-3.9%；或                            | - 薪俸稅0.2%-0.4%；或                             | - 轉移強積金供款2.5%                                            | - 薪俸稅 1%-2.5%                                              | -                                      |
| 個人及家庭 | - 開徵4.5%商品及服務稅；或 增加薪俸稅標準稅率8.3% | - 開徵0.5%商品及服務稅；或 增加薪俸稅標準稅率0.9% | -                                                               | -                                                             | -                                      |

註：下表所使用的數據是由建議提出當年開始計算，但並不代表現時開始推行亦能維持至相同年份或更長年份。
| 供款者       | 政府不論貧富方案           | 政府有經濟需要方案                         | 全民養老金2064方案（學者方案） | 周永新全民老年金方案        | 周永新全民老年金改良方案                                              |
| ------------ | -------------------------- | ------------------------------------------ | ------------------------------ | --------------------------- | --------------------------------------------------------------------- |
| 每人每月可得 | $3,230（以2015年價格推算） | 最高$3,230（以2015年價格推算）             | $3,500 （以2016年價格推算      | $3,000 （以2013年價格推算） | $3000                                                                 |
| 領取資格     | 65歲或以上香港長者         | 65歲起，並經資產審查確定合乎資格，便可領取 | 65歲或以上香港長者             | 65歲或以上香港長者          | - 70歲起領取，並隨預期壽命上升 - 資產不超過$500萬，全年離港不超過90日 |
| 持續性       | 至少能維持至2066年         | 至少能維持至2066年                         | 2064年仍有548億營餘            | 至2041年仍有盈餘            | 到2064年仍有$510億                                                    |

2016年12月，退休法官胡國興在宣佈2017年特首選舉參選政綱時，在沒有提出具體供款方法下，建議在無資產審查下，退休人士（考慮定於65至70歲之間）每月可獲2,500元退休金；同時，資產不超過50萬元（不包括自住物業）的退休人士每月可獲3,500元退休金。

## 發展
根據香港政府的數據，2011年香港的財政儲備超過8000億港元，政府庫房充裕，但社會仍有三成長者過着貧困生活，貧富懸殊問題激起社會對香港退休保障長遠發展的討論，民間團體爭取多年的「全民退休保障」方案亦成為焦點之一，儘管得到一部分市民支持，但仍有社會人士對有關計劃會否導致大幅加稅等因素有所疑慮。各黨派議員對退休保障細節仍存有不同的理念及見解；其他社會人士眾說紛紜，指有關制度亦涉及龐大開支，需要討論。
2011年9月21日，特首候選人梁振英於社會服務聯會主辦的社會發展論壇2011-2012中提及，「全民退休保障，係好值得做既事，全部都好值得做」、「全民退保，唔使轟轟烈烈既，認認真真就得啦」
2012年10月25日，工黨張超雄議員於立法會提出的全民退休保障議案遭到否決，代表政府的勞工及福利局長張建宗指，全民退休保障十分複雜，社會未有共識，他稱反而政府推行的長者生活津貼，已有社會的廣泛支持。
2013年，扶貧委員會委任港大周永新教授進行全民退保研究。
2014年8月20日，周永新教授發佈《香港退休保障的未來發展》研究報告，周永新研究團隊在研究報告中提出全民老年金方案。
2015年12月22日，扶貧委員會展開為期六個月的退休保障公眾參與活動。委員會將舉行五場公眾諮詢會，以收集市民的意見。公眾參與活動亦包括諮詢十八區區議會。爭取全民退休保障聯席召開記者招待會，因不滿政府搬「數字龍門」、玩弄「語言偽術」及在諮詢前已「預設立場」，表示不會認受及出席扶貧委員會舉辦的五場公眾諮詣會，表明對全民退保有很大的保留。為抗議政府就退休保障進行預設立場的假諮詢，聯席於諮詢期間，展開「民間真諮詢」收集民意，以顯示社會對落實全民退休保障之共識。
2015年12月28日至2016年1月19日期間，香港理工大學應用社會科學系社會政策研究中心進行有關《香港市民對「全民退休保障」意見》之研究。研究結果說明多數市民認同退休保障不應設有經濟審查，並願意為全民退休保障參與供款，及要求轉移強積金至全民退休保障計劃。同時，多數市民強烈要求政府和大財團，在財政上作出高度承擔，使全民退休保障計劃在社會中，發揮財富再分配效果。
2016年2月25日，香港社會工作人員協會、香港社會工作者總工會、香港社會服務聯會及當時社會福利界議員國柱，就設立全民退休保障向業界、社會及政府發出聯署書，要求政府盡快落實全民退休障。
2016年4月至6月期間，全民撐退保社福聯盟在18區進行200場街站，向公眾講解設立全民退保的重要性，收集市民對退保改革的聲音。
2016年5月14日至2016年5月29日期間，香港理工大學應用社會科學系社會政策研究中心特別在政府五場地區公眾諮詢會結束後，進行有關《香港市民對「全民退休保障」意見》之研究。民意調查結果清楚顯示，香港市民，不論年齡、學歷、身份和收入，近2/3市民支持香港設立全民退休保障計劃。普遍市民認同退休保障無須設有經濟審查，而且願意轉移部份強積金至全民退休保障計劃；此集資方式相比全數由政府的稅收支付獲較多市民認同及支持。此外，大部份市民認為以「取消強積金對沖機制」替代「全民退休障計劃」並不可取，強烈要求政府取消強積金之中對沖僱員長期服務金及遣散費的機制；及下屆政府必須落實全民退休保障計劃。
2016年6月11日，社會各界來自15個不同界別的團體 (包括：精算、保險、醫護、社福、高教、教育、宗教、勞工、商界、勞工、婦女、青年、長者及殘疾人士等)舉辦聯合記者招待會，反對要審要查方案，要求落實全民退休保障，務求令長者能夠安心渡晚年，活得有尊嚴。
2016年6月19日，爭取全民退休保障聯席發動及團結全港社會各界人士參與，當中包括中產專業人士（精算、保險、醫護、社福、教育）、宗教界、中小企業界、勞工、婦女、靑年、長者及殘疾人士，以及各政界社團等，以身體力行形式走上街頭要求政府落實全民退休保障大遊行。遊行前，天主教教區陳志明副主教帶領眾信徒祈禱及祝願特區政府落實全民退退休保障。
2016年6月20日，立法會退休保障事宜小組委員會舉辦公聽會。爭取全民退休保障聯席向立法會退休保障事宜小組委員會提交《爭取全民退休保障聯席退休保障民間諮詢報告》。過去半年聯席舉行了 11 場民間諮詢,共 2,100 人參與,涉及不同社區及階層。諮詢報告結果顯示大多數市民支持全民性原則。而在全民退保具體融資辦法上，亦認同三方供款、轉移部份強積金供款及徵收「專款專項」累進利得稅，在融資方案上亦已 有一定共識。
2016年6 月21日，全民撐退保社福聯盟共收到超過1.5萬封支持意見書，今天將交給扶貧委員會主席林鄭月娥，促扶貧委員會正視民意，真正落實全民退保。
2017年6月18日，爭取全民退休保障聯席趁父親節發起遊行，聯同多個政黨及團體逾200人，早上由中環滙豐銀行總部遊行至中環冠君中心候任特首辦，要求林鄭月娥上任後落實免資產審查的全民退休保障。當天有不少長者冒雨起行，亦有父親帶同4歲兒子到場，希望盡快落實全民退休保障。 
2017年8月28日，公民黨公佈於6月底至8月中以電話訪問逾2,000名市民的調查結果，指出有69%市民支持落實全民退休保障。
2017年9月10日，爭取全民退休保障聯席聯同多個民間團體及政黨，逾400人由長江中心遊行至禮賓府，要求行政長官林鄭月娥落實推行免經濟審查的全民退休保障制度，多人手持紙碟道具，寓意向林鄭月娥發出最後通牒。
2017年9月28日，香港公開大學發表調查報告，公大人文社會科學院副院長鄺志良於去年六月至八月期間，進行「香港實行老年退休金計劃可行性研究(僱員角度)」，以問卷調查方式訪問1,389名年滿15歲或以上的在職人士，以了解他們對「全民退休保障計劃」的意見，及對現時退休保障及長者福利的滿意程度 。研究發現近3成受訪者需照顧最少一位65歲或以上的長者，另外有逾半受訪市民對現行長者福利、強積金及退休計劃不滿意。此外，在收入6,500港元或以上的受訪者中，超過7成人在需要供付強積金的情況下仍願意額外繳稅去換取退休後更高的養老金。鄺是次調查充分顯示，實施全民退休保障計劃具有一定的民意支持及可行性。他又指，市民在現有稅制不更改下依然願意額外繳稅，可見實施全民退休保障計劃的急切性。
2017年7至9月期間，爭取全民退休保障聯席先後十三次去信特首，要求約見商討全民退保。即使林鄭月娥一再拒絕，由本來與民共議的施政報告，變成只願派出勞福局官員「見見面」。2017年9月29日，聯席代表聯同學者與勞工及福利局局方會面。聯席於會議上要求局方清楚回應三個提問：(1)政府會否搞全民退休保障？(2)幾時搞？(3)點樣搞？然而，羅致光局長態度強硬，並清楚表態個人認為全民退保「無得搞」，現屆政府「沒有計劃作研究」、亦表示「不打算重新諮詢」、更指「沒有計劃推行全民退保」。聯席認為面對人口老化，局長只是照本宣科，政府毫無誠意與民間商議全民退保的各種可能方案。會上多名代表對局方漠視民意的態度表達強烈不滿，聯席強烈批評，林鄭及羅致光只為顧存面子，被迫在施政報告前見聯席，實非誠意探討如何落實全民退保及具體融資方案，在如此氣氛下實在難以繼續具建設性的討論，各代表決定集體離場以表抗議，並宣佈會有升級行動。
2017年10月10日，爭取全民退休保障聯席於上午11時舉行民間聯合記者招待會宣布展開24小時持續抗議行動，指責特首林鄭月娥上任多月一直閉門造車，對民間關心的全民退保、安老養老問題視若無睹，亦未有履行「與民共議」的選舉承諾。另一方面，聯席發言人怒斥勞工及福利局局長羅致光玩語言偽術，指政府的全民退保並非民間爭取多年的全民、免經濟審查的全民退休保障一支柱，而是集合現有四根支柱成為所謂的全民退保；並即場向羅致光頒發「創新語言偽術成就獎」。記者會後，聯席連同多個民間團體在政總門外共進「清茶淡飯」，寓意政府不知民間疾苦。 
2017年10月11日，林鄭月娥發表上任後首份施政報告，多個團體早上在立法會門外示威區請願，希望政府盡快落實全民退休保障計劃，並舉起「落實全民退保」的標語，有團體代表不時敲打印有勞工及福利局長羅致光肖像的鑼鼓以示不滿。
2017年11月17日，扶貧委員會公佈《2016年香港貧窮情況報告》。報告顯示，長者貧窮率達44.8%，即使計算了恆常現金的政策介入後，例如生果金、長者生活津貼等，貧窮仍率31.6%。
2017年11月19日，爭取全民退休保障聯席趁長者日，聯同300名長者及團體代表，遊行到禮賓府抗議。遊行人士沿途手持「尊嚴」、「安心」、「團結」等訴求標語，寓意要求政府落實全民退保，才能使長者有尊嚴地生活、安享晚年。到達禮賓府後，他們上演街頭劇，諷刺林鄭月娥及羅致光乃阻礙全民退保的「兩座大山」。之後，長者代表又即場用鞋「敲醒」印有林鄭月娥及羅致光頭像的「攔路虎」，並為兩隻老虎貼上「封條」，警告林羅二人不要再以「高齡海嘯」恐嚇市民。
2017年12月21日，「全民撐退保社福聯盟」及「全民養老金學者方案平台」公佈關注長者退休生活問卷調查。調查發現逾半受訪者擔心和非常擔心退休生活，即使資產高於領取長者生活津貼水平，被政府形容為無經濟需要的一群，亦有44%人感到擔心和非常擔心退休生活，只有2%認少於100萬港元儲蓄亦可以安心生活。主辦團體指出，不設審查的全民養老金才可讓所有長者在退休安心度晚年。
2018年1月29日，多名立法會議員在立法會退休保障事宜小組委員會會議上狠批政府一意孤行放棄考慮全民退保計劃。中文大學社會工作學系副教授黃於唱建議政府推行每名長者每月三千五百元的全民養老金計劃，因財政上獲多方支持，長者貧窮率的減幅亦會較實施高額長者生活津貼大。
2018年2月19日，街坊工友服務處公佈市民對《財政預算案》期望的調查，訪問了逾三百名市民，近七成四受訪者表示過去一年生活感到「十分吃力」及「吃力」，街工促請當局推行全民退休保障和就標準工時立法，讓市民不用擔心退休問題，並且有足夠時間休息及基本家庭生活。
2018年3月24日，立法會舉行退休保障事宜小組委員會公聽會，42名長者及關注團體代表炮轟政府千億盈餘仍不推行全民退保，又批評政府以要針對有需要人士為由拖延全民退保，卻「補漏拾遺」大派4000港元，促政府盡快推行全民退保。
2018年4月14日，立法會福利事務委員會召開公聽會，40多個團體出席討論高額長生津實施安排。有長者指高額長生津的津貼及限額「死死聲」，要求作調整。香港清潔服務業工會理事鍾碧梅指，高額長生津的資產限額14.6萬港元及津貼3485港元「死死聲」，是否寓意「叫長者去死」，質疑如何定出相關金額。另外，團體爭取全民退休保障聯席在會前到政府總部外請願，團體批評高額長生津「又審又查」，長者年紀愈大開支愈多，金額不足應付基本生活，年中推出的年金計劃亦無助貧窮長者脫貧，重申要求全民退保。
2018年4月20日，10多名基層婦女聯會代表到政府總部門外請願，要求落實對家務工作的肯定，包括向家務工作者提供津貼，及落實全民退休保障，以有酬工作的角度維護家務工作者的權益。
2018年4月25日，爭取全民退休保障聯席約20多名成員到立法會示威區示威，他們戴上面具諷刺問責官員，口講關注長者福利，實際上就偏向有錢人，批評財政預算案坐擁1300多億港元盈餘，應以1000億港元作種子基金，加上三方供款，設立全民退休保障，就最可靠、最可取的方案。
2018年6月9日，立法會退休保障事宜小組舉行公聽會，討論「欠缺第一支柱的退休保障制度與長者貧窮的關係」，爭取全民退休保障聯席聯同多過成員團體代表參與了是次會議，並趁會議前在政府總部門外舉行請願行動，抗議政府無視民間訴求，拒絕落實全民退保，聯席舉行街頭劇，諷刺勞工及福利局局長羅致光，推動所謂的公共年金及高額長者生活津貼（高生津）政策目標混亂，審查制度繁複擾民，令市民無所適從，聯席又批評政府低估了有關政策的申領人數，其可持續性缺乏數據支持。聯席質疑政府試圖以高生津及公共年金取代推行全民退保，是「魚目混珠」的行為，此舉形同「賣假貨」，最終只會令更多市民陷入繁瑣的審查制度內，無助解決香港長者貧窮問題。
2018年7月5日，政府設立的終身年金計劃「香港年金」出爐，香港按揭證券有限公司旗下香港年金公司公布年金詳情，將以一筆過整付保費形式，接受65歲或以上長者投保，隨後保證每月向受保人派發固定年金金額，保障年期終身。然而，年金出爐後引起社會廣泛討論，其中認為年金計劃負面的評論較多,當中包括年金回報低、與通脹脫鈎等。
2018年8月10日，按揭證券公司旗下香港年金公司公布，首批年金計劃接獲9410宗意向登記，總認購額約49.4億元，平均認購52.5萬元，以今次年金發行上限為100億元計，認購金額比例不足5成。 
2018年9月23日，爭取全民退休保障聯席適逢中秋節前夕，舉行集會及遊行，要求行政長官林鄭月娥順應民意，在施政報告中落實全民退休保障。遊行人士上午十時在長江中心集合，200多名長者、青年、婦女及團體代表手持「全民退保 不能再拖」紙燈籠由中環長江中心遊行至禮賓府集會，並上演街頭劇諷刺林鄭月娥整「無心」月餅送長者，反映香港退休保障制度殘缺不全。期間，遊行人士集體與林鄭及羅致光「迎月」，又以月餅蓋拍打印有兩人頭像的不倒翁「出氣」，抗議政府政策倒行逆施；最後在禮賓府門外掛上印有爭取全民退保訴求的燈籠，促請林鄭月娥順應民意，在即將出爐的施政報告中落實全民退休保障。
2018年10月10日，林鄭月娥發表任內第二份施政報告，過往一年，林鄭並無落實全民退休保障，改為推行高額長者生活津貼及公共年金，意圖矇混過關，不過相關政策卻問題多多，民間要求落實全民退保的聲音不減反增。爭取全民退休保障聯席趁施政報告發表在即，在立法會門外舉行請願，要求特首順從民意，推行全民退休保障。聯席代表上演街頭劇，諷刺林鄭月娥口講要市民「互諒互讓」，但在全民退保議題上卻「寸步不讓」。團體代表又拍打印有林鄭月娥及羅致光頭像的假人，抗議政府政策倒行逆施。
2018年10月15日，政府在施政報告公布明日大嶼填海計劃後，引來社會強烈批評政府寧願動用萬億公帑去「倒錢落海」亦不願以1,000億推行全民受惠、免審免查的全民退休保障計劃。勞福局局長羅致光在10月15日出席電台節目，有市民質疑全民退保所花費用遠較填海為低，為何不推行全民退保？羅致光表示，如實施全民退保，「經常帳目開始時便已有赤字，赤字更會不斷增加」。其言論亦被批評「善財難捨、寃枉甘心」。

## 主要政黨立場
以下支持及反對全民退休保障的政黨列表是根據張超雄議員2012年10月的議案投票結果及政黨網頁上的政治立場。

### 支持全民退保
- 工聯會
- 民主黨
- 公民黨
- 民 民協
- 香港眾志[61]
- 小麗民主教室
- 人民力量
- 社會民主連線
- 新民主同盟
- 普羅政治學苑[62]

### 反對全民退保
- 熱血公民[63][64]
- 經民聯
- 自由黨

### 主張分級審查
- 新民黨
- 民建聯
- 青 青年新政

## 長者生活津貼
多年來，一些團體及政黨人士爭取設立全民退休保障制度，直到2012年，政府項銳在現行高齡津貼，又稱「生果金」計劃的基礎上，增設「長者生活津貼」，又稱「特惠生果金」作為對應政策。但政府和社會就特惠生果金應否要設立資產審查，各有不同意見。2012年10月，政府正式公布「長者生活津貼」建議細節，符合入息及資產限制人士，每月可獲2,200元津貼，有40萬長者受惠；計劃涉每年約62億元開支，若不設資產審查，每年開支最高可達136億元。2012年12月7日，立法會財務委員會通過有關長者生活津貼的撥款申請，2012年12月生效，年滿65歲的合資格長者將可領取每月2,285元的津貼，金額是現時1,180元的生果金兩倍。第一批29萬名以往曾申報其經濟狀況的合資格長者，最快可於2013年4月一次過獲發五個月的津貼。